# 新しい相棒
「新しい相棒」（"Cat's in the Bag..."）は、アメリカ合衆国のテレビドラマシリーズ『ブレイキング・バッド』の第2話である。脚本はヴィンス・ギリガンが執筆し、アダム・バーンスタインが監督を務めた。アメリカ合衆国及びカナダでは2008年1月27日にAMCで放送された。

## プロット
ウォルター・ホワイト（ブライアン・クランストン）とジェシー（アーロン・ポール）はRVでジェシーの家に戻り、叔母の家であるそこを2人の隠れ場所とする。彼らは遺体をRVに乗せるが、死んでいるのはエミリオ（ジョン・コヤマ）だけであり、クレイジー・エイト（マックス・アルシニエガ）はまだ息があることが判明する。
彼らクレイジー・エイトを地下室に閉じ込め、自転車のロックで首を柱に固定する。ウォルターはエミリオの死体を証拠が残らないようにフッ化水素酸で溶かす提案をする。2人は死体処理とクレイジー・エイトの殺害の両方をやらねばならず、どちらが実行するかをコイントスで決める。勝ったジェシーは死体処理、ウォルターはクレイジー・エイト殺害担当になる。
ウォルターは死体を適切に処理できるようにポリエチレンの容器を買うようにジェシーに指示するが、彼は充分な大きさのものを発見できない。ウォルターはクレイジー・エイトを窒息死させようとするが、結局できずに水とサンドイッチとバス用品を提供する。ジェシーが帰宅するとウォルターはクレイジー・エイトをあと1日生かすように言う。
一方で妊娠中のスカイラー（アンナ・ガン）はウォルターが何かを隠していることを疑い始める。オンラインでジェシーにたどり着いた彼女はウォルターに問い詰めると、彼はジェシーからマリワナを買っていると嘘をつく。スカイラーはエミリオの死体を処理しようとするジェシーのもとを訪れる。スカイラーはジェシーに弟がDEA捜査官であると警告し、ウォルターにマリファナを売らないように言うが、エミリオの死体には気付かなかった。
ウォルターに指示されたプラスチック容器を発見できなかったジェシーは2階のバスタブで死体を溶かす。しかしながらセラミックと金属でできていたバスタブごと溶けてしまい、天井が敗れて赤い液体と塊が落下する。ウォルターはジェシーにフッ化水素酸はプラスチック以外のものを溶かす性質があると説明する。
2人のネイティブアメリカンの子供が砂漠で遊んでいるとウォルターが捨てたガスマスクを発見し、1人の女の子が被る。

## 製作
脚本はヴィンス・ギリガンが執筆し、アダム・バーンスタインが監督した。

## 批評家の反応
エピソードは批評家に高評価された。IGNのセス・アミティンは10点満点で9.6点をつけ、「それは奇妙だが、大きな化学変化が3人のキャラクターの間にあり、彼らはパズルのようで、そのギザギザの端は噛み合わないようだが、なんとか収まる」と評した。『A.V.クラブ』のダナ・ボウマンは「A-」と評価し、「先週のすばらしい初回を見終えて、私はこう思った。まあ、ここからは下り坂になるのだろう。（中略）私はエピソードが初回の心理的なトーンを維持することを想像するのが困難であることを学んだ」と述べた。

## 原題
原題は1957年の映画『成功の甘き香り』で登場人物が問題を解決したことを報告する以下の台詞の一部からの引用である。これはウォルターとジェシーがクレイジー・エイトを捕らえて地下室に閉じ込めることを意味する。
JJ・ハッセンカー: That means you've got a plan. Can you deliver?
シドニー・ファルコ: Tonight, before you go to bed. The cat's in the bag and the bag's in the river.